# Nordiska mästerskapet i fotboll för damer 1974
Nordiska mästerskapet i fotboll för damer 1974 var den första upplagen av nordiska mästerskapet för damer.

## Tabell
| Nr | Lag     | S | V | O | F | GM | IM | MS | P |
| -- | ------- | - | - | - | - | -- | -- | -- | - |
| 1  | Danmark | 2 | 2 | 0 | 0 | 6  | 0  | +6 | 4 |
| 2  | Sverige | 2 | 1 | 0 | 1 | 1  | 1  | 0  | 2 |
| 3  | Finland | 2 | 0 | 0 | 2 | 0  | 6  | −6 | 0 |

## Matcher
|  | 26 juli 1974 | Finland | 0 – 1   | Sverige         | Idrottsparken                                           |                                                         |
|  |              |         | (0 – 0) | 53′ Ann Jansson | Mariehamn Publik: 696 Domare: Anders Mattsson (Finland) | Mariehamn Publik: 696 Domare: Anders Mattsson (Finland) |
|  |              |         |         |                 | Mariehamn Publik: 696 Domare: Anders Mattsson (Finland) | Mariehamn Publik: 696 Domare: Anders Mattsson (Finland) |
|  |              |         |         |                 | Mariehamn Publik: 696 Domare: Anders Mattsson (Finland) | Mariehamn Publik: 696 Domare: Anders Mattsson (Finland) |

|  | 27 juli 1974 | Danmark                | 1 – 0           | Sverige | Markusböle idrottsplan |                      |
|  |              | Ann Stengård ?′ (str.) | (? – 0) Rapport |         | Finström Publik: 800   | Finström Publik: 800 |
|  |              |                        |                 |         | Finström Publik: 800   | Finström Publik: 800 |
|  |              |                        |                 |         | Finström Publik: 800   | Finström Publik: 800 |

|  | 28 juli 1974 | Danmark                                               | 5 – 0           | Finland | Idrottsparken                                          |                                                        |
|  |              | Annette Frederiksen ?′, ?′, ?′ Susanne Niemann ?′, ?′ | (? – 0) Rapport |         | Mariehamn Publik: 1 165 Domare: Matti Rajala (Finland) | Mariehamn Publik: 1 165 Domare: Matti Rajala (Finland) |
|  |              |                                                       |                 |         | Mariehamn Publik: 1 165 Domare: Matti Rajala (Finland) | Mariehamn Publik: 1 165 Domare: Matti Rajala (Finland) |
|  |              |                                                       |                 |         | Mariehamn Publik: 1 165 Domare: Matti Rajala (Finland) | Mariehamn Publik: 1 165 Domare: Matti Rajala (Finland) |